# Легат Мирослава Премруа
Легат Мирослава Премруа је посебна библиотека, коју је Југословенско Министарство спољних послова откупило 1927. године у Риму и поклонило Универзитетској библиотеци "Светозар Марковић" у Београду. Исте године, она је у 29 сандука пренета из Рима у Београд.

## Историјат
Легат Мирослава Премруа има 1345 инвентарних бројева са око 3000 свезака. Њена научна вредност је огромна. Садржи најопсежнију литературу о историји ренесансе, реформације, са богатом грађом за изучавање прошлости народа на југословенским просторима. То су, највећим делом, стара и врло ретка дела од XVI до XVIII века, највише на латинском и италијанском језику. Садржи и две инкунабуле штампане у Венецији 1483. године. Ту се налазе и дела која се односе на нашу историју, нпр. дело Chronica turcica објављено у Франкфурту 1578, скоро сва дела која је Јован Рајић користио стварајући своју Историју, објављену 1794. године, Cedrenus Georgius-а и његове Анале објављене у Базелу 1556, Nikeforos Gregoras-а са Историјом Константинопоља из 1569, Nicetas Acominatus-а са делом о грчким императорима из 1569. Ioannes Dubravius-а са Историјом из 1575, Historiae Byzantinae scriptores tres Greco-Latini из 1615. итд.

### О Мирославу Премруу
Мирослав Премру је рођен 1871. године у Горици, а умро је 1944. у Горица. Био је словеначки истраживач. Основну школу и гимназију учио је у родном месту, а право у Бечу и Грацу. У Словенији је радио као правник до 1916. године када је отишао у Рим, где је остао све до 1924. После боравка у Трсту враћа се у Горицу. При крају живота ослепео је и оглувео. Док је био у Риму, истраживао је грађу из ватиканских архива која се односи на југословенске земље. Један део његове библиотеке откупило је 1926. године, у Риму, наше министарство иностраних послова и поклонило је Универзитетској библиотеци у Београду. Други део библиотеке Премру је оставио Народном музеју у Љубљани.